# Théorie générale de la connaissance
La Théorie générale de la connaissance (Allgemeine Erkenntnislehre ; 1918 et 1925) est l'œuvre majeure du philosophe Moritz Schlick. Elle est considérée comme une des œuvres importantes en théorie de la connaissance et en philosophie des sciences du XXe siècle,,.

## Réception
Parue à Berlin, en novembre 1918, La théorie générale de la connaissance est « accueillie favorablement ». Les 1500 premiers exemplaires sont épuisés en 1922. L’ouvrage bénéficie de nombreuses recensions, « principalement dans des revues scientifiques ».

« Cet ouvrage bien qu’ancien est un outil essentiel pour celles et ceux qui souhaitent développer les connaissances (et donc secondairement les compétences) dans le champ de la médecine palliative et accompagnante. »

— Marcel-Louis Viallard, Notes de lectures, Médecine palliative
volume 10